# Селемир
Селемир — легендарный правитель южных славян, сын Свевлада. В летописях упомянуто то, что он хоть и был язычником, но не устраивал гонений на христиан. Также, он миролюбиво относился к соседям. Он правил 21 год, оставил сына и наследника Владина.